# Eli Whitney

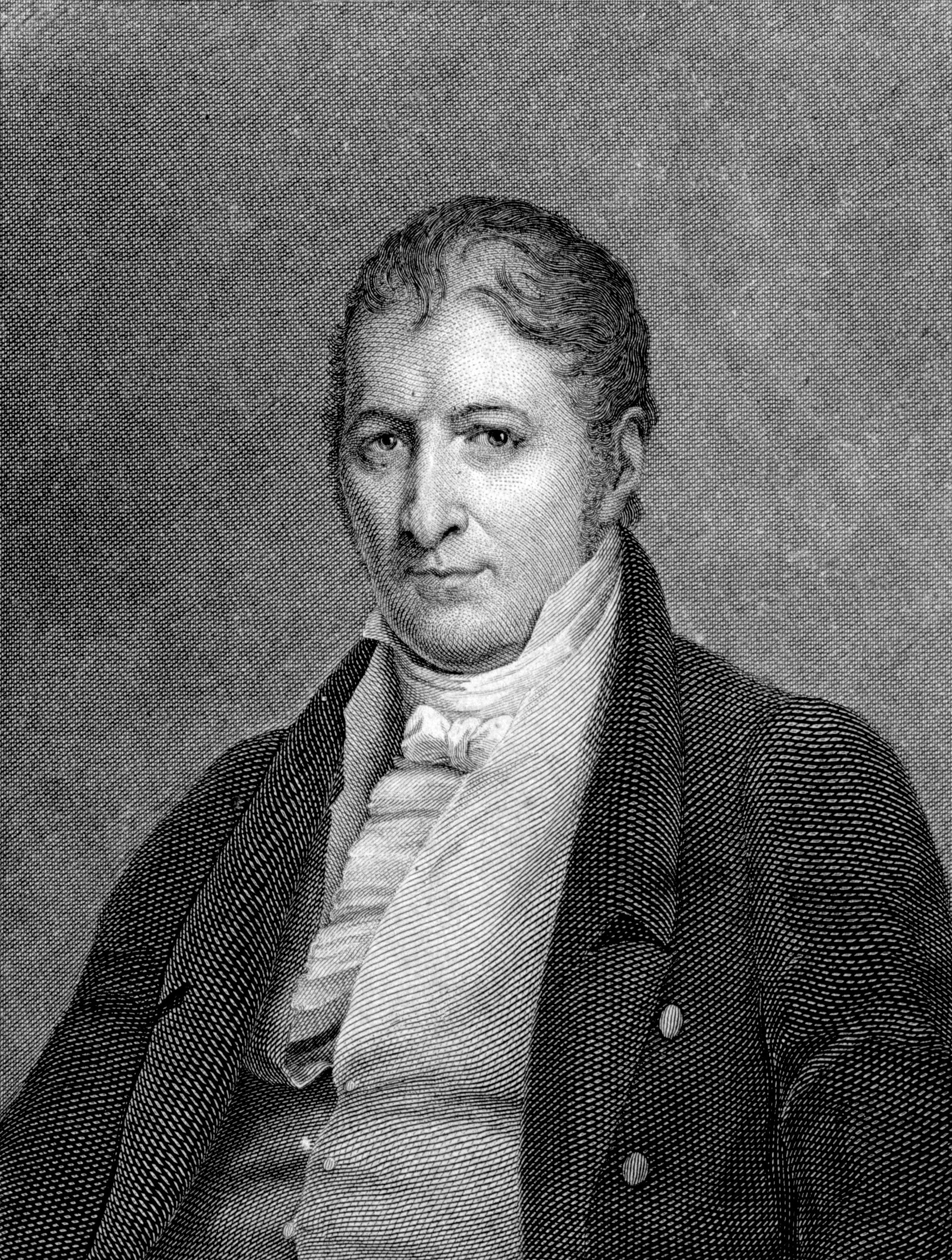
Eli Whitney Junior

Eli Whitney (* 8. Dezember 1765 in Westborough, Province of Massachusetts Bay; † 8. Januar 1825 in New Haven, Connecticut) ältester Sohn von Eli Whitney Senior, einem erfolgreichen Farmer, war ein US-amerikanischer Erfinder und Fabrikant und gilt als Begründer des Austauschbaus.
Auch wird ihm die Entwicklung der ersten Baumwoll-Entkörnungsmaschine (Egreniermaschine) 1793 zugeschrieben.  Die Entkörnungsmaschine war eine mechanische Vorrichtung, die die Samen von der Baumwolle trennte, ein Prozess, der bis dahin extrem arbeitsintensiv war.
1792 machte er seinen Abschluss an der Yale University. Am 6. Januar 1817 heiratete er Henrietta Edwards und hatte mit ihr vier Kinder.

## Wichtigste Erfindungen
Whitneys größter Beitrag zur amerikanischen Industrie war die Einführung des Austauschbaus und des Fließbands, das er als Erster verwendete, um für die US-Regierung Musketen zu produzieren. Whitneys Fabriken lieferten damals 10.000 standardisierte Musketen zum Stückpreis von 13,40 Dollar. Die Idee zu diesem Fertigungsverfahren entlehnte er wahrscheinlich dem französischen Büchsenmacher Honoré Blanc. Die Konzepte Whitneys mündeten im „Amerikanischen System“ der Serienfertigung, also einer rationellen mechanisierten Produktion austauschbarer Teile. Diese Methoden wurden später von Henry Ford und anderen in der Produktion genutzt.
Die Geschichtsschreibung hat ausreichend Anhaltspunkte, dass Catharine Littlefield Greene die Erfindung der Entkörnungsmaschine – oder mindestens deren Konzeption – in großem Maße beeinflusst hat. Es ist belegt, dass sie Eli Whitney zur Cotton Gin inspiriert und die Entwicklung der Maschine materiell und finanziell unterstützt hat. Um das Patent vom 14. März 1794 wurde lange prozessiert, weil findige Handwerker Nachbauten der Maschine auf den Markt gebracht hatten. Catharine Littlefield Greene erhielt von Eli Whitney Lizenzgebühren, was ihren Anteil am Patent belegt. Whitney selber hat nie Kapital aus dem Patent ziehen können.
Obwohl seine Ideen erfinderisch und nützlich waren, kopierten viele andere die Konzepte und die Designs mutwillig. Er patentierte seine späteren Erfindungen nicht, wie beispielsweise die einer Fräsmaschine.

## Karriere
Gegen Ende 1790 hatte Eli Whitney Jr. Schulden und war auf dem Weg zum Konkurs. Zudem brannte seine Fabrik in New Haven nieder. Die amerikanische Regierung gab ihm eine neue Chance und schloss mit ihm 1798 einen Vertrag über die Lieferung von 10.000 Musketen. Whitney, der nie Waffen fabriziert hatte, entwickelte das Prinzip der genormten Produktion austauschbarer Teile und verteidigte dies bis zu seinem Tod 1825.
1818 entwickelte er die erste Fräsmaschine für Metall. Das Maschinenbett (Grundkörper) bestand aus einem Holzblock. Der Frästisch konnte wahlweise von Hand oder automatisch durch einen Schneckenantrieb bewegt werden.

## Nachfolge
Eli Whitney III., sein einziger Sohn, wurde am 20. Nov. 1820 geboren. Beim Tod seines Vaters war er vier Jahre alt.
Daher wurde die Firma durch Whitneys Neffen Philos Blake und Eli Whitney Blake (1795–1886) bis 1846 weitergeführt. Treuhänder waren danach für weitere acht Jahre Henry W. Edwards und James Goodrich. Nach einem Studium in Yale und Princeton und der Graduierung 1841 kehrte Eli Whitney III. nach New Haven zurück und übernahm die Waffenfabrik seines Vaters.
Für Samuel Colt, der noch keine eigenen Fertigungsstätten hatte, stellte er 1847 unter Vertrag den berühmten Colt Whitneyville Walker Perkussionsrevolver her und wurde einer der wichtigen Waffenlieferanten im Amerikanischen Bürgerkrieg.
Nachdem sie 90 Jahre im Familienbesitz gewesen war, verkaufte der Enkel von Eli Whitney, Eli Whitney IV (1847–1924), die Waffenfabrik 1888 an die Winchester Repeating Arms Company in New Haven.